# Duleep Trophy 2018/19
Die Duleep Trophy 2018/19 war die 57. Ausgabe des indischen First-Class-Cricket-Wettbewerbes.

## Format
Die Mannschaften spielten in einer Gruppe gegen jede andere Mannschaft. Die beiden Erstplatzierten spielen anschließend im Finale den Gewinner des Wettbewerbes aus.

## Stadion
Die Spiele werden in einem neutralen Stadion ausgetragen.
| Stadion            | Stadt    | Kapazität |
| ------------------ | -------- | --------- |
| NPR College Ground | Dindigul | 05.000    |

## Kaderlisten
Die Kader wurden am 23. Juli 2018 bekanntgegeben.
| First-Class | First-Class | First-Class |
| India Blue | India Green | India Red |
| --- | --- | --- |
| - Faiz Fazal (K) - Bandaru Ayyappa - K. S. Bharat (wk) - Ricky Bhui - Nikhil Gangta - Dhawal Kulkarni - Saurabh Kumar - Abhishek Raman - Ganesh Satish - Dhruv Shorey - Anmolpreet Singh - Swapnil Singh - Basil Thampi - Jaydev Unadkat - Akshay Wakhare | - Parthiv Patel (K, wk) - Sudip Chatterjee - Prashant Chopra - Ashoke Dinda - Baba Indrajith - Vikas Mishra - Priyank Panchal - Ankit Rajpoot - Jalaj Saxena - Karn Sharma - Atit Sheth - Gurkeerat Singh - Vishnu Solanki - Krishnamoorthy Vignesh | - Abhinav Mukund (K) - Baba Aparajith - Writtick Chatterjee - Abhishek Gupta (wk) - Rajneesh Gurbani - Mihir Hirwani - Siddhesh Lad - Abhimanyu Mithun - Shahbaz Nadeem - Ishan Porel - Parvez Rasool - Prithvi Raj - Sanjay Ramaswamy - Bavanaka Sandeep - Ashutosh Singh - Akshay Wadkar (wk) |

## Resultate

### Gruppenphase
Tabelle
Die Tabelle der Saison nahm am Ende die nachfolgende Gestalt an.
| Teams       | Sp. | S | N | U | R | A | DWF | DTF | DLF | ND | BP | Ded | Punkte | Q |
| ----------- | --- | - | - | - | - | - | --- | --- | --- | -- | -- | --- | ------ | - |
| India Red   | 2   | 0 | 0 | 0 | 0 | 0 | 2   | 0   | 0   | 0  | 0  | 0   | 6      |   |
| India Blue  | 2   | 0 | 0 | 0 | 0 | 0 | 1   | 0   | 1   | 0  | 0  | 0   | 4      |   |
| India Green | 2   | 0 | 0 | 0 | 0 | 0 | 0   | 0   | 2   | 0  | 0  | 0   | 2      |   |

Sieg: 6 Punkte; Remis: 0 Punkte
Spiele
| 17. – 20. August Scorecard | Dindigul | India Red 337 (132.5) & 262-1d (79) | – | India Green 309 (111.3) |
|                            |          | Remis                               |   |                         |

| 23. – 26. August Scorecard | Dindigul | India Red 316 (114.5) & 255 (84.3) | – | India Blue 293 (95.3) & 128-8 (47) |
|                            |          | Remis                              |   |                                    |

| 29. August – 1. September Scorecard | Dindigul | India Blue 340 (119.1) & 117 (34) | – | India Green 257 (88.5) & 20-2 (6.4) |
|                                     |          | Remis                             |   |                                     |

### Finale
| 4. – 8. September Scorecard | Dindigul | India Blue 541 (167.3)                            | – | India Red 182 (69.1) & 172 (38.4) (f/o) |
|                             |          | India Blue gewinnt mit einem Innings und 187 Runs |   |                                         |